# Genki Ōmae
Genki Ōmae (jap. 大前 元紀 Ōmae Genki; ur. 10 grudnia 1989) – japoński piłkarz występujący na pozycji napastnika. Obecnie występuje w Omiya Ardija.

## Kariera klubowa
Od 2008 roku występował w klubach Shimizu S-Pulse, Fortuna Düsseldorf i Omiya Ardija.